# Setra S 315 UL
Der Setra S 315 UL ist ein Hochflur-Omnibus der Baureihe MultiClass 300 des Herstellers Kässbohrer (1995) bzw. EvoBus (1995–2006), der je nach Ausstattung als Überland- oder Kombibus eingesetzt werden kann.

## Entwicklung
Vorgestellt wurde der Kässbohrer Setra S 315 UL erstmals im September 1994 auf der IAA Nutzfahrzeuge in Hannover. Die Serienproduktion im Werk Neu-Ulm begann Anfang 1995. Die Typenbezeichnung stand für: Selbsttragend Sitzreihen 300-Serie 15-Sitzreihen UeberLandbus.
Um seiner konzeptionellen Bestimmung gerecht zu werden, wurde der Bustyp serienmäßig mit Setra-eigenen Fahrgastsitzen vom Modell „Special-Class“ ausgerüstet, die ein hohes Komfortniveau im Überlandlinienverkehr bieten und sich für den bedarfsweisen Einsatz im Gelegenheitsverkehr eignen. Diese Sitze ermöglichten dem Fahrzeug eine 100 km/h-Zulassung und konnten mit Sicherheitsgurten ausgerüstet werden. Klassisch für Überlandbusse erfolgt der Fahrgastwechsel durch pneumatische Außenschwenktüren vorne und in der Mitte, wobei eine einflügelige, 90 cm breite Vordertür und eine zweiflügelige Mitteltür mit 140 cm Breite die typischste Konfiguration sind. Der Bereich gegenüber der mittleren Tür ließ sich zur Beförderung etwa von Kinderwägen einrichten.
Die angebotenen Motoren hielten zunächst die Abgasnorm Euro 2 ein. Ab 2001 waren – zunächst optional – Motoren mit Euro-3-Norm erhältlich. Am Fahrerplatz war bei Euro-3-Fahrzeugen das neue Lenkrad der zeitgleich eingeführten Setra TopClass 400 vorzufinden. Hierbei war das Zündschloss unter dem Lenkrad statt wie vorher im Armaturenbrett eingebaut.
Mit der 1995 stattgefundenen Übernahme der Kässbohrer-Bussparte durch die Daimler-Benz AG änderte sich die bisherige Kässbohrer Typenbezeichnung „Setra“ schrittweise zur eigenständigen Marke „Setra“, was am teilweisen Wegfall des Kässbohrer-Logos oder -Schriftzugs an typischen Stellen am Fahrzeug ersichtlich wurde.
Zum Modelljahr 2003 erhielt er ein kleines Facelift an Front und Heck. Mit diesem Facelift entfiel das Kässbohrer-Logo und der Setra-Schriftzug wurde seitdem in schwarz auf silbernem Grund statt wie vorher umgekehrt gehalten. Darüber hinaus enthielt die Modellpflege eine überarbeitete Armaturentafel durch Verwendung modernerer Kippschalter, die aus den Armaturentafeln anderer Bustypen aus dem Hause EvoBus, die seit Firmengründung neu entwickelt worden waren, bereits bekannt waren. Das erneuerte Modell wurde auf der IAA Nutzfahrzeuge 2002 vorgestellt und hat den Euro-3-Motor OM 457 hLA serienmäßig im Heck.
Der S 315 UL war sehr erfolgreich und ist auch heute noch bei vielen Verkehrsunternehmen im Einsatz. 2006 wurde er durch den Setra S 415 UL abgelöst, der bis 2020 angeboten wurde.

## Typen-Übersicht der Baureihe
- Setra S 315 UL: 12,00 Meter, ab Anfang 1995

Neben dem 12-Meter-Wagen S 315 UL, der die Basis einer im Baukastensystem produzierten Modellreihe von Überlandbussen der Setra-Baureihe 300 darstellte, wurden folgende weitere Varianten angeboten:
- Setra S 313 UL: 11,32 Meter, ab Ende 1995
- Setra S 316 UL: 12,87 Meter, in 2002 zeitgleich mit Facelift eingeführt
- Setra S 317 UL: 13,85 Meter, 3 Achsen, ab 2001, ausschließlich Euro-3-Motoren
- Setra S 319 UL: 14,95 Meter, 3 Achsen, ab 1996
- Setra SG 321 UL: 18,00-Meter-Schubgelenkbus, ab Ende 1995, in der Regel drei Türen, selten mit Wegfall der mittleren Tür (Option) anzutreffen

Hochboden-Kombibus für den Einsatzschwerpunkt im Gelegenheitsverkehr, größerer Kofferraum dank im Vergleich zum UL um 18 cm höher gelegenem Fahrgastraumboden:
- Setra S 315 H: 12,00 Meter, Produktionsbeginn gleichzeitig mit S 315 UL (1995)

Es gab eine zwei- und eine längere dreiachsige niederflurige Ausführung:
- Setra S 315 NF: 12,00 Meter, ab Ende 1995
- Setra S 319 NF: 14,47 Meter, 3 Achsen, ab 1997

Ab 1998 verwendete Setra für alle genannten Modelle die Produktlinien-Bezeichnung MultiClass, die der Zusammenfassung des Angebotes an Überlandbussen von Setra dient.

## Ausstattungen
Neben der ursprünglichen Ausführung mit gerader Front waren der S 315 UL und seine Varianten ab 1996 auch mit der schrägen Front, wie sie der Reisebus S 315 GT besitzt, erhältlich. Exemplare mit diesem Ausstattungsmerkmal werden inoffiziell auch beispielsweise als S 315 UL-GT bezeichnet. Erstmals zu sehen war die an einem UL-Fahrzeug angebrachte GT-Front auf der IAA Nutzfahrzeuge 1996 am Dreiachser S 319 UL, der an sich ebenfalls eine Neuheit darstellte. Für den S 315 H gab es die schräge Front nicht, da mit dem S 315 GT bereits ein Hochboden-Kombibus im Reisebus-Design im Programm war. Die für den Linienverkehr konzipierten NF-Modelle waren von dieser Option ebenfalls ausgenommen.
Die vielen Ausstattungsmöglichkeiten, die im Laufe der Bauzeit immer umfangreicher wurden, ermöglichten dem Busunternehmer, das Fahrzeug genau gemäß dem Einsatzzweck und den individuellen Wünschen zu gestalten. Hierzu gehören z. B. wahlweise ein- oder zweiflügelige Fahrgasttüren, eine auf dem Dach verbaute Lüftungs- oder Klimaanlage, verschiedene Varianten von Zielanzeigen und Fahrgastsitzen (vom einfachen Liniensitz bis hin zum verstellbaren Reisesessel für den Gelegenheitsverkehr), individuell aufrüstbare Deckensets über den Fahrgastsitzen, ein Kühlschrank sowie ein Armaturenbrett mit Instrumenteneinsätzen wahlweise in Linienbusausführung gemäß VDV-Empfehlung oder in Reisebusausführung. In den späteren Baujahren kamen auch am Mitteleinstieg installierte Rollstuhllifte auf.

## Antrieb
Nachdem zunächst der Mercedes-Benz OM 447 hLA (h bedeutet liegender Motor) mit den Leistungen 184 kW (250 PS) und 220 kW (299) als Antrieb zur Verfügung stand, stand ab 1996 zusätzlich der MAN D 2866 LUH mit 228 kW (310 PS) oder 257 kW (350 PS) als alternativer Reihensechszylinder-Dieselmotor zur Auswahl. Im weiteren Verlauf der Bauzeit wurde die Motorenpalette auch noch durch eine 257 kW (350 PS) starke Variante des MB OM 447 hLA bereichert. MB OM 447 hLA und MAN D 2866 LUH erfüllten die Abgasnorm Euro 2. Die NF-Fahrzeuge waren von der Option des MAN-Motors ausgenommen. Beim Hochbodenbus S 315 H wich das Motorenangebot der Euro-2-Norm grundlegend ab. Wegen des höher gelegenen Fahrgastraumbodens konnten stehend eingebaute V-Motoren, ausschließlich aus dem Baukastensystem von Mercedes-Benz, zur Verwendung kommen: V6 Typ OM 441 LA (10.964 cm³ Hubraum) mit 213 kW (290 PS) serienmäßig, optional eine Variante mit 250 kW (340 PS) oder der V8 Typ OM 442 LA (14.618 cm³ Hubraum) mit 280 kW (381 PS).
Mit der Einführung von Euro 3 wurde ab 2001 aus dem Hause Mercedes-Benz der OM 457 hLA verbaut – nun über die UL- und NF-Modelle hinaus auch im S 315 H. Dieser war in vier Leistungsstufen erhältlich: 185 kW (252 PS), 220 kW (299 PS), 260 kW (354 PS) oder 300 kW (408 PS) – letztere nur in allen Hochflurfahrzeugen erhältlich. Bei den dreiachsigen UL-Fahrzeugen einschließlich Gelenkbus sowie dem S 315 H gehörte die 220-kW-Version des OM 457 hLA zur Serienausstattung. Eine Euro-3-Variante des MAN-Motors bot Setra nicht mehr an.
Serienmäßig waren 6-Gang-Schaltgetriebe von ZF, später Mercedes-Benz vorgesehen. Beim SG 321 UL in Euro-2-Ausführung war es noch abweichend ein 8-Gang-Schaltgetriebe von ZF mit automatischer Vorwählschaltung. Optional standen die 5-Gang-Automatik ZF Ecomat (ab der neueren Generation auch mit 6 Gängen), die 4-Gang-Automatik Voith DIWA oder bei Euro-3-Motoren das automatisierte Schaltgetriebe ZF AS-Tronic zur Auswahl.

## Verwandte Bustypen von Mercedes-Benz
- Mercedes-Benz O 550 Integro: 1996 eingeführt, fast baugleich mit dem Setra S 315 UL, bis auf die Seitenwand bzw. seitliche untere Fensterlinie, die beim O 550 Integro abfallend zum Vordereinstieg gestaltet war. In den Anfangszeiten konnte der Kunde auch zwischen 2-stufigen und 3-stufigen Einstiegen wählen, später wurde nur noch die 3-stufige Variante angeboten. Der Integro war auch in den Varianten „Integro M“ (langer Zweiachser wie S 316 UL), „Integro L“ (15-Meter-Dreiachser wie S 319 UL) und  „Integro H“ (Hochbodenversion entsprechend dem S 315 H) erhältlich.

## Galerie

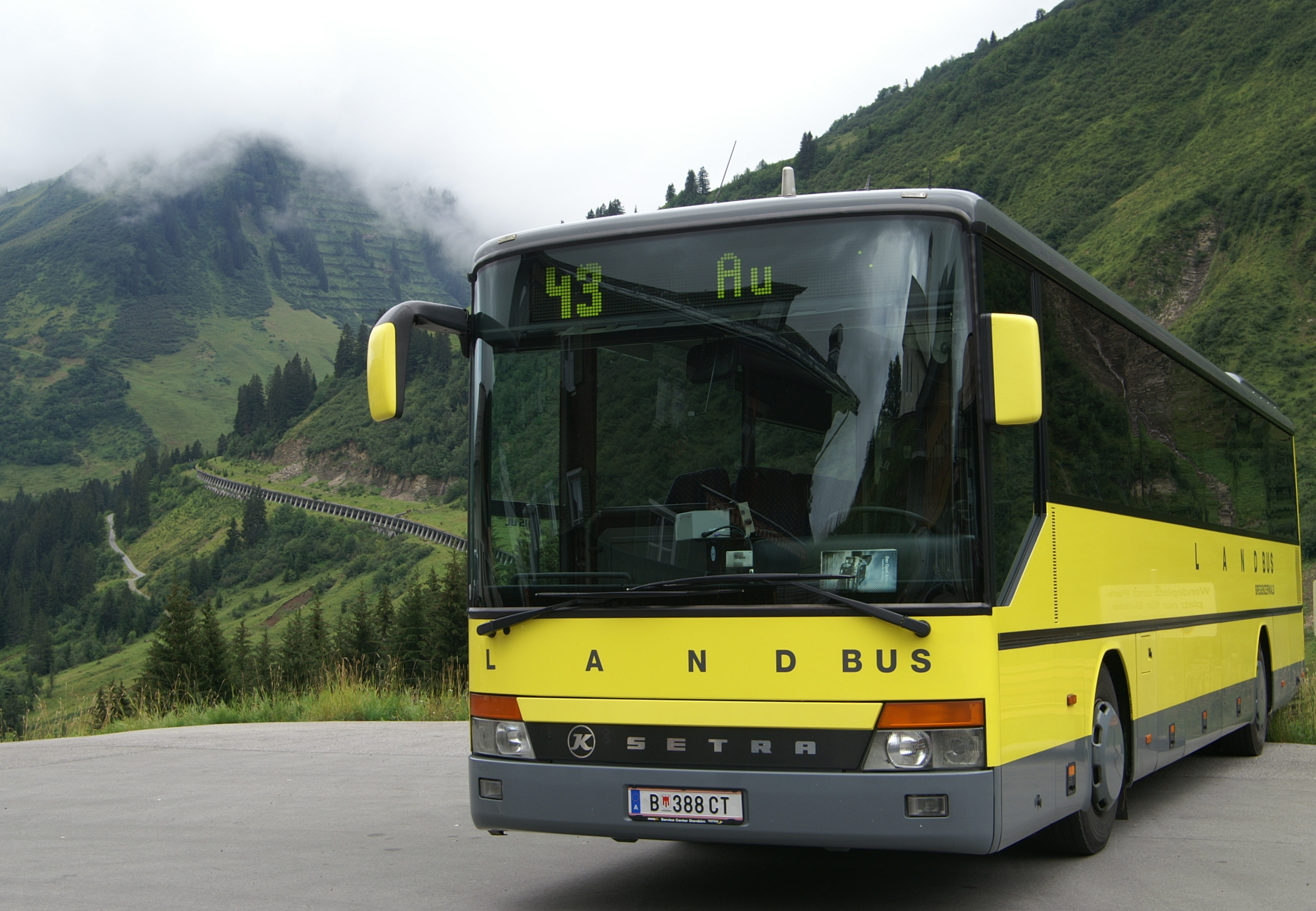
Setra S 315 UL (vor dem Facelift) vom Landbus Bregenzerwald
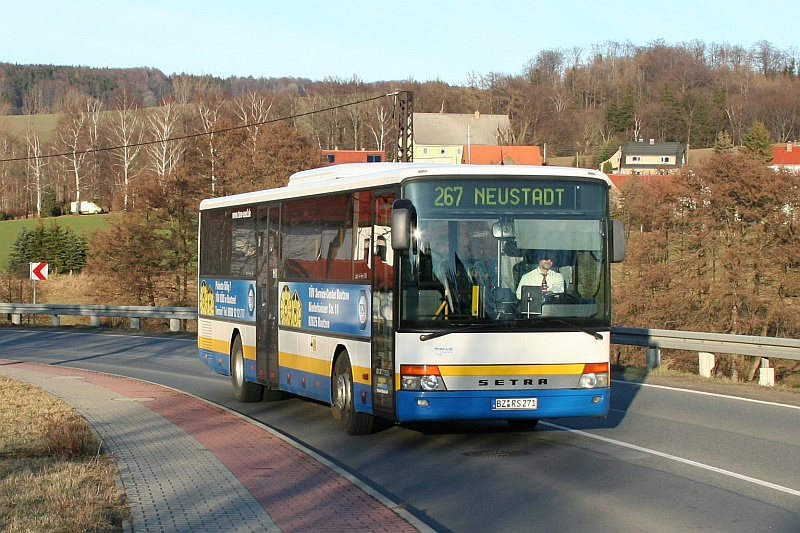
Setra S 315 UL (Facelift)
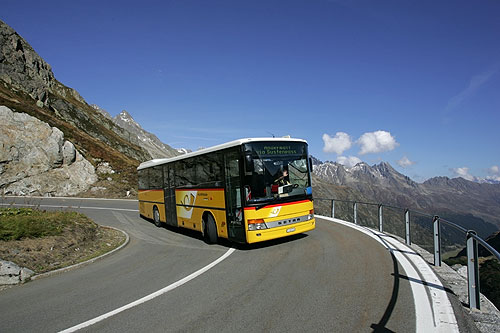
Setra S 313 UL (Facelift) von Postauto, Fahrzeuglänge von etwa 11 Metern
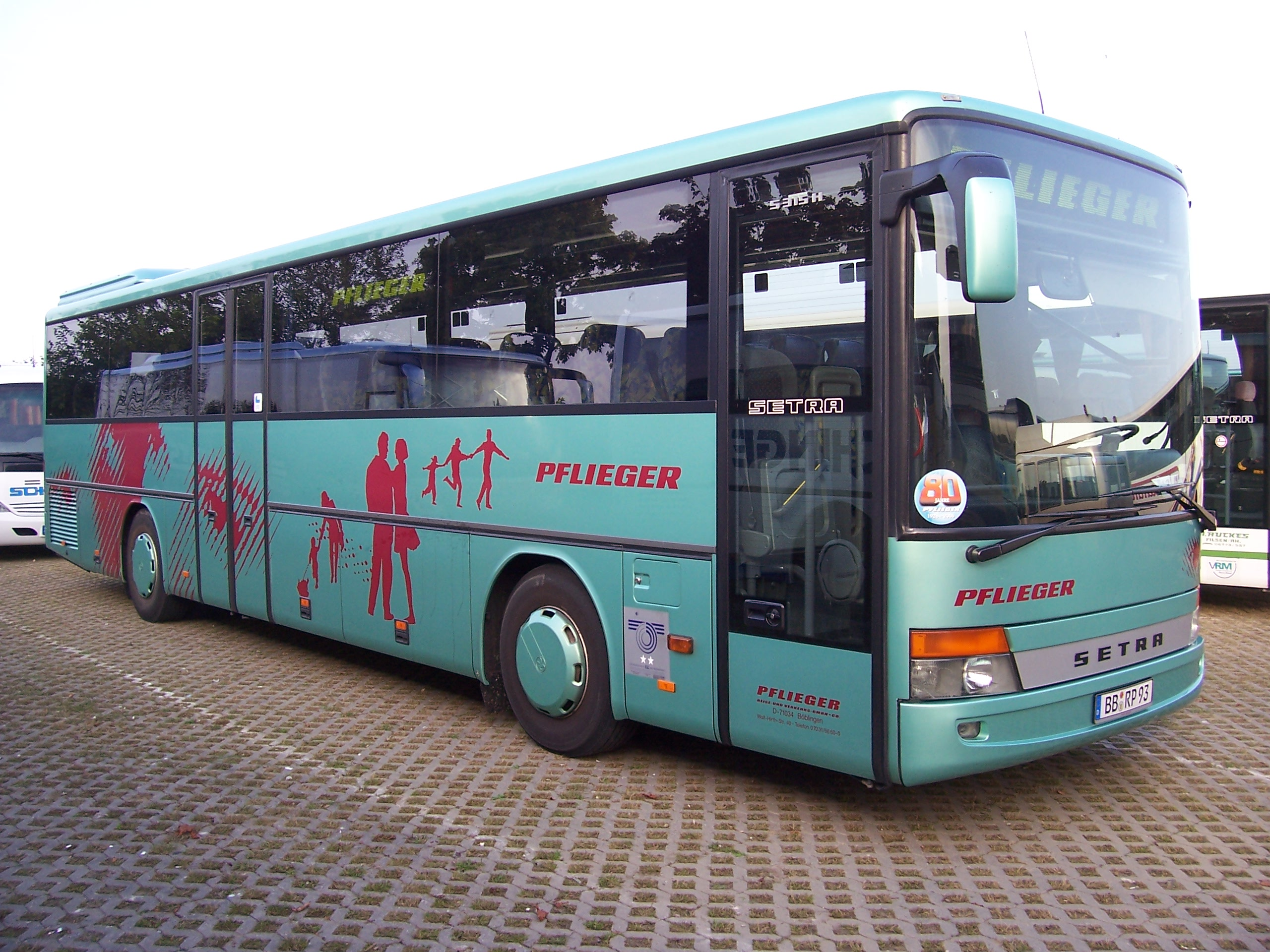
S 315 H (Facelift), eine Ausführung mit höherem Boden
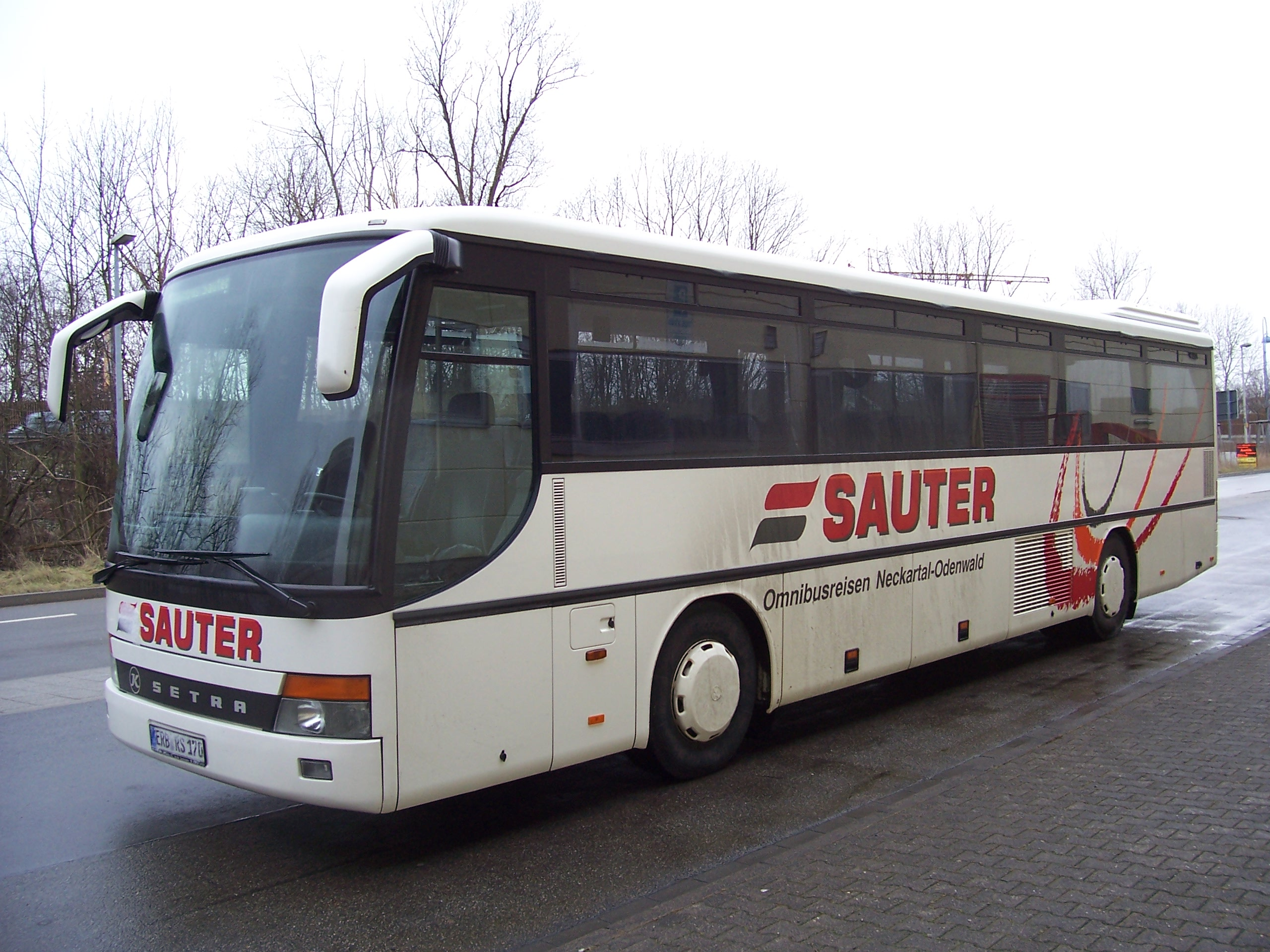
Setra S 315 UL mit der schrägen GT-Front (vor dem Facelift)
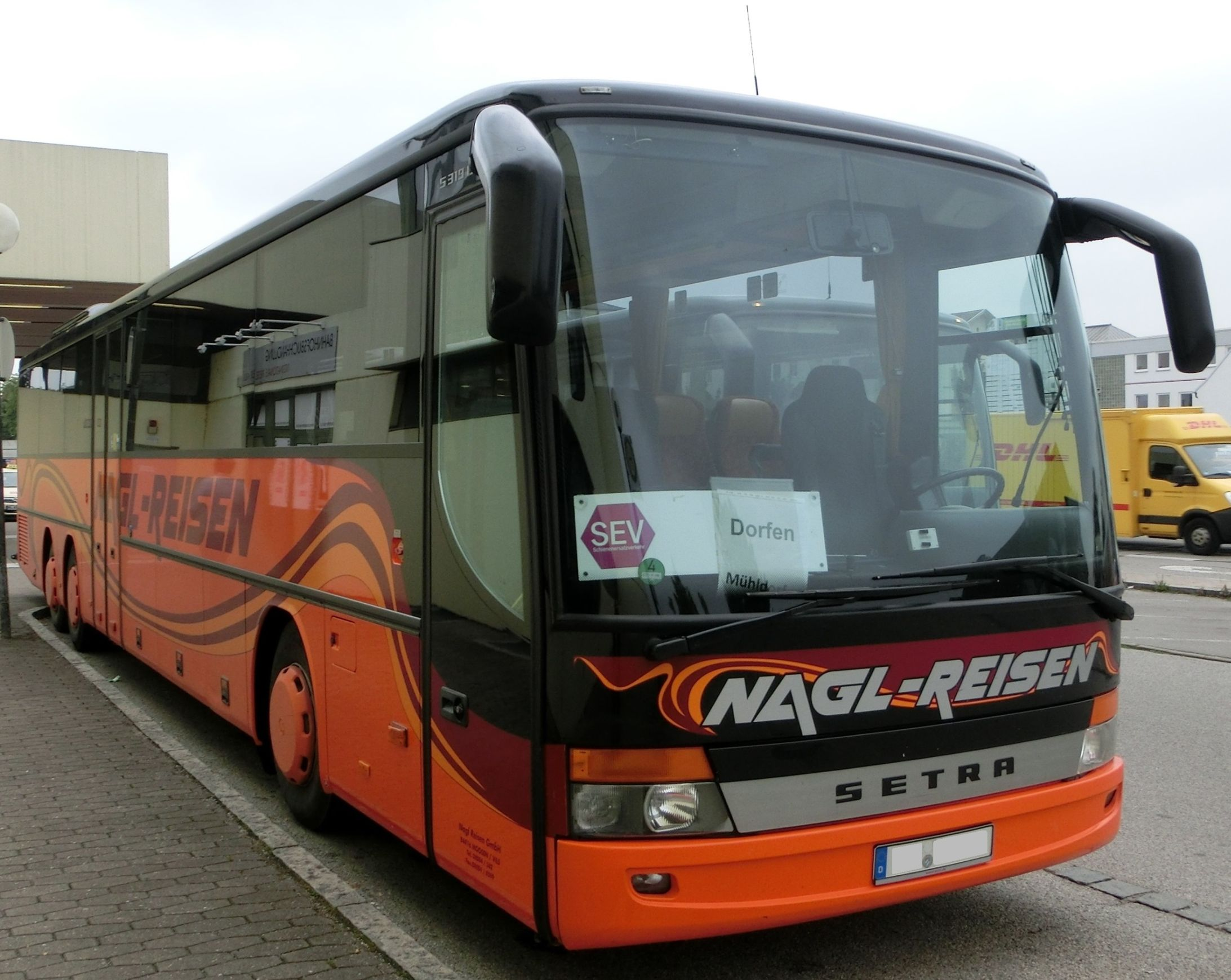
Dreiachsiger, fast 15 Meter langer S 319 UL mit GT-Front (Facelift)
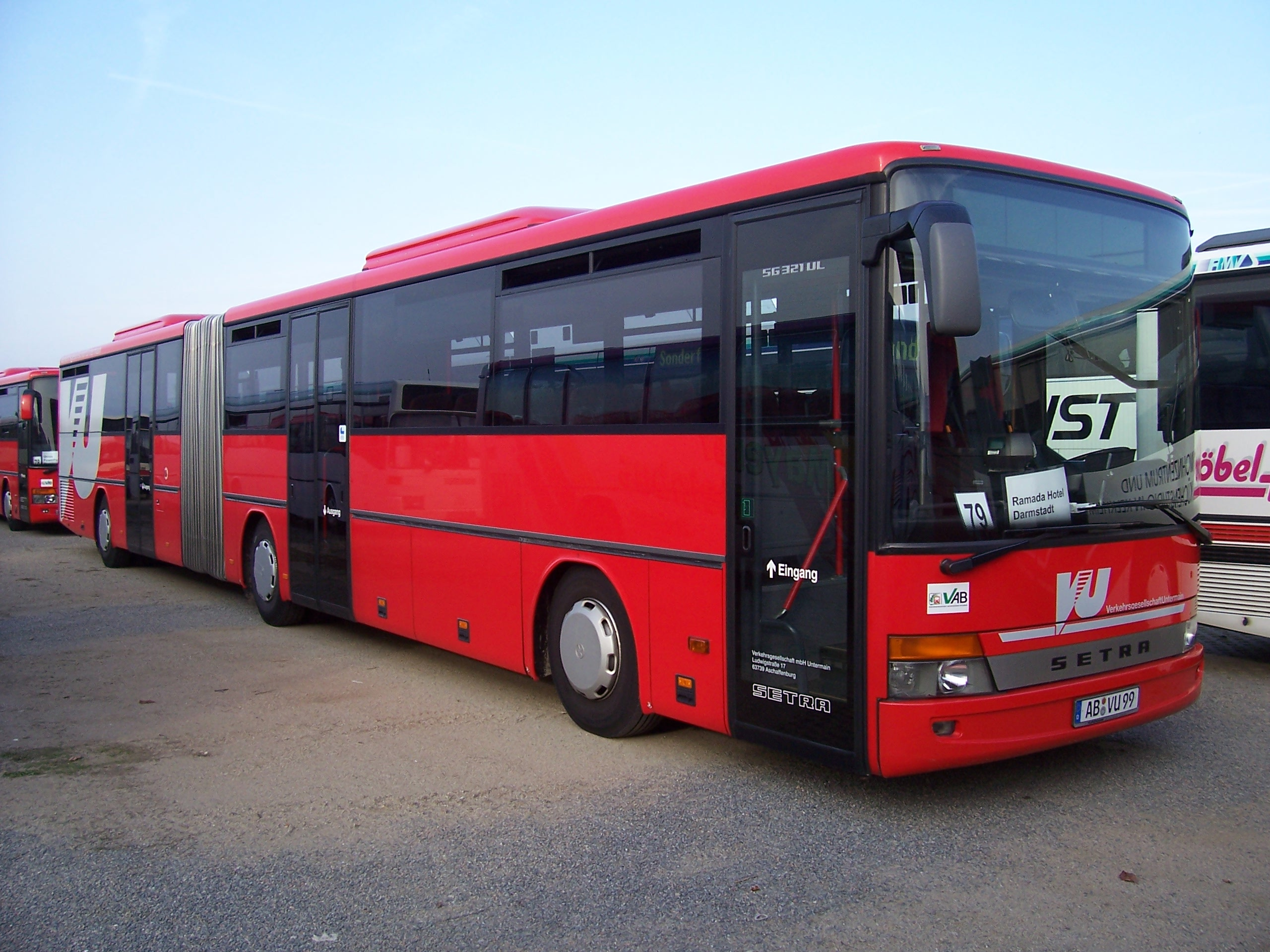
Gelenkbus SG 321 UL (Facelift)
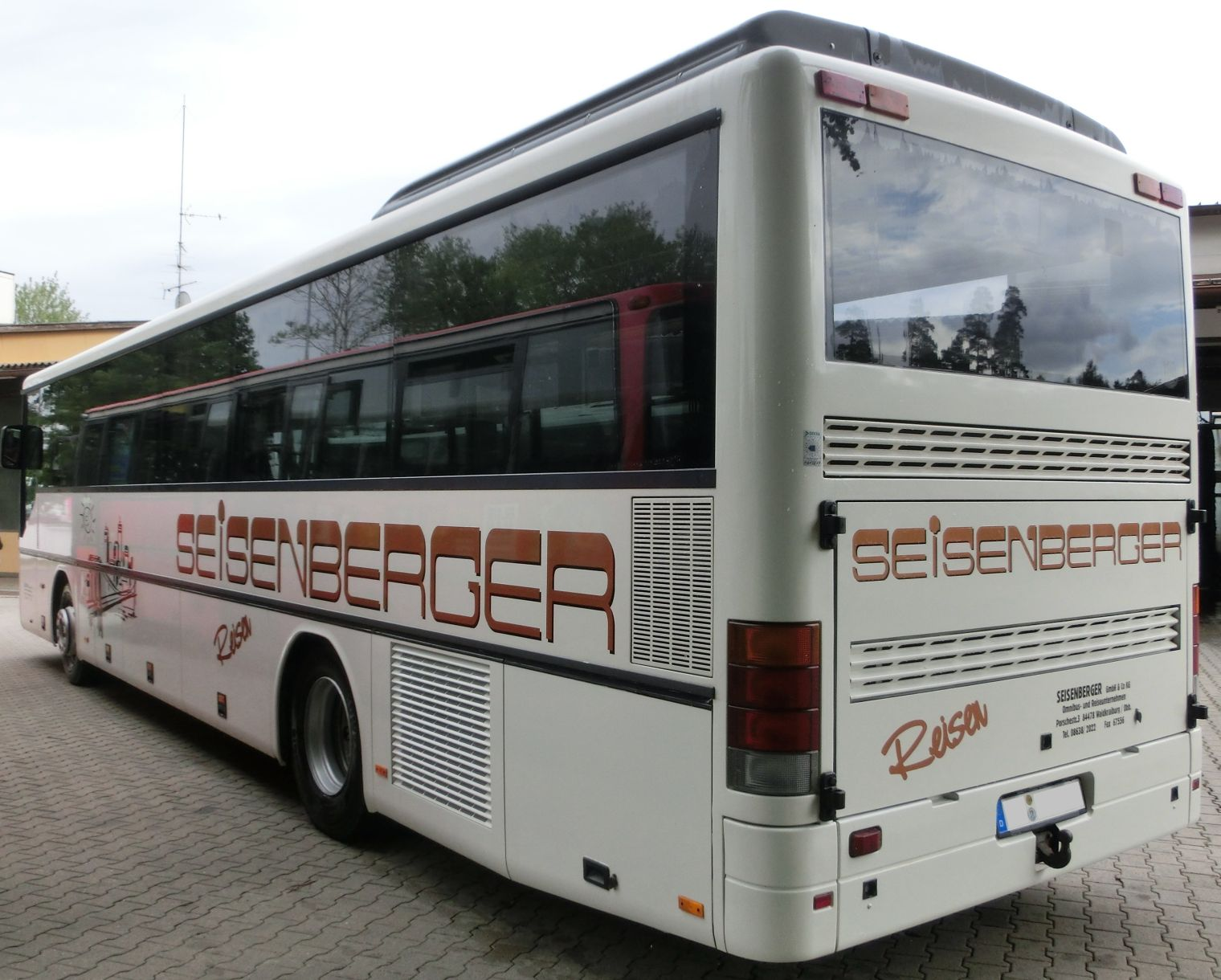
Heckansicht eines der letzten Euro-2-Fahrzeuge von 2001
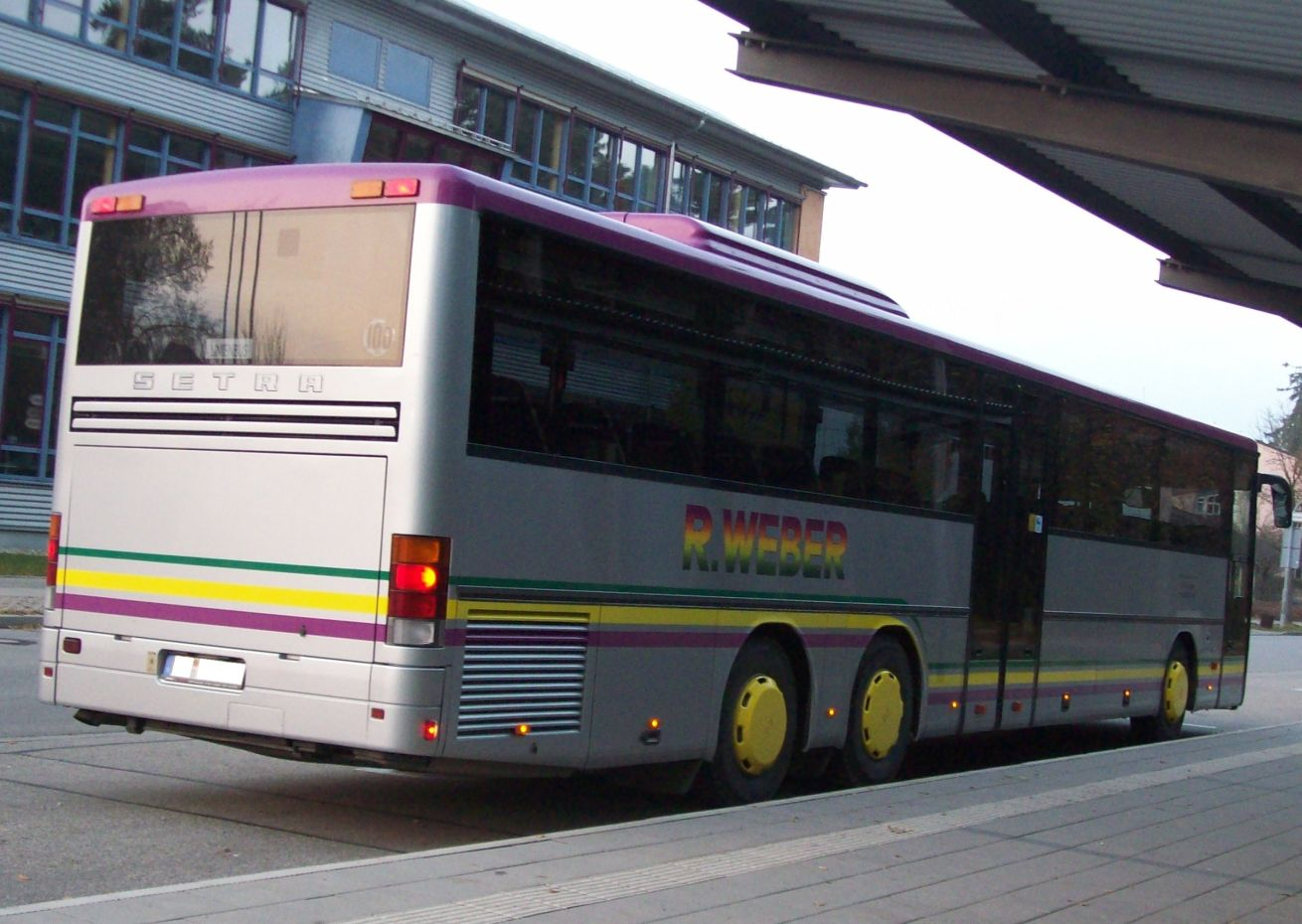
Heckansicht (Facelift) bei einem S 317 UL (Dreiachser mit knapp 14 Metern)
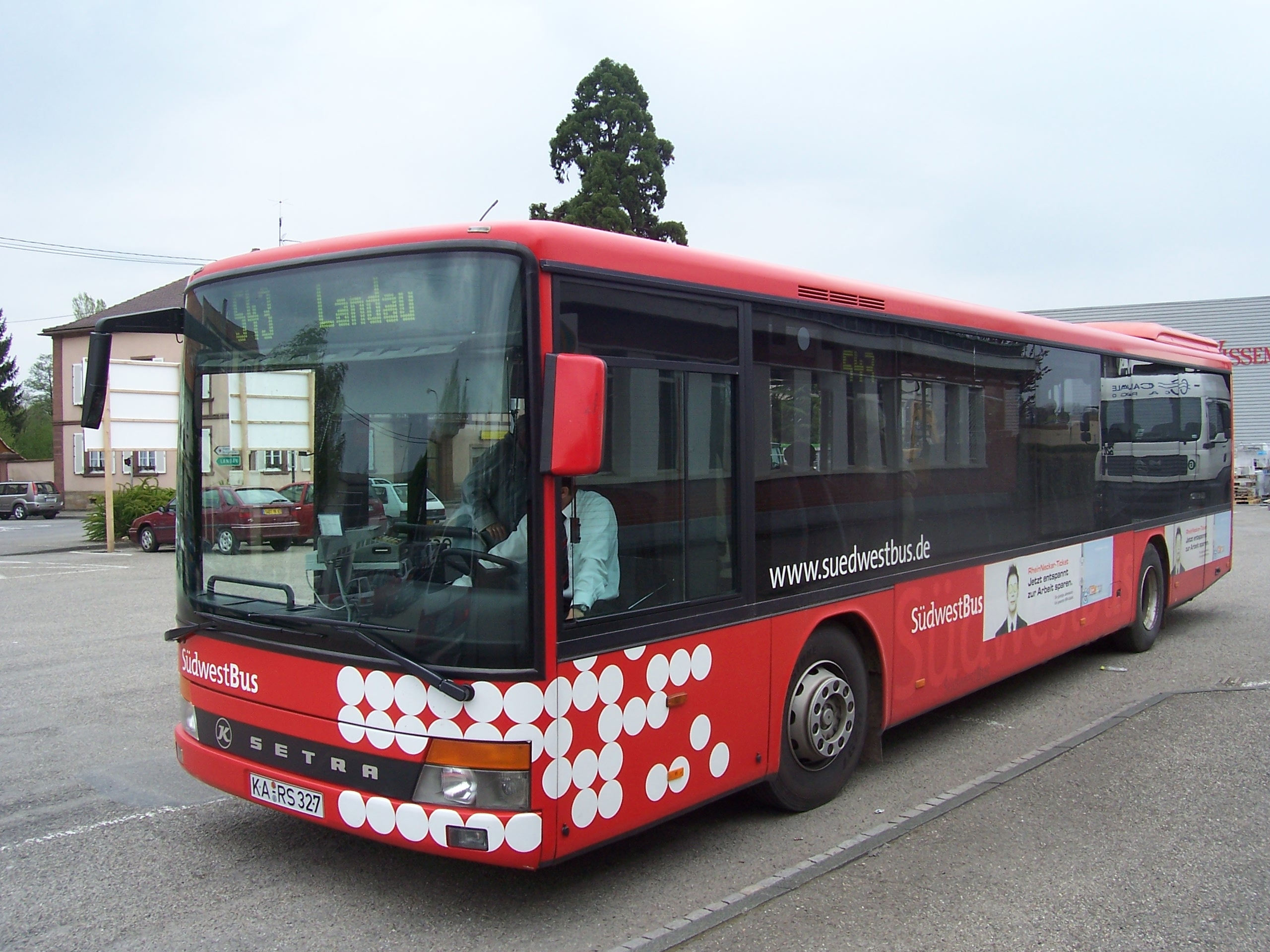
Niederflur-Überlandbus Setra S 315 NF (vor dem Facelift)